# 圣博济勒德拉西尔沃
圣博济勒-德拉西尔沃（法語：Saint-Bauzille-de-la-Sylve，法語發音：[sɛ̃ bozil də la silv]）是法国埃罗省的一个市镇，位于该省中部，属于洛代沃区。

## 地理
圣博济勒-德拉西尔沃（43°37'1"N, 3°32'46"E）面积8.63 平方千米，位于法国奧克西塔尼大區埃罗省，该省份为法国南部沿海省份，南濒地中海，西南接奥德省，西北接塔恩省和阿韦龙省，东北与加尔省接壤。
与圣博济勒-德拉西尔沃接壤的市镇（或旧市镇、城区）包括：欧姆拉斯、日尼亚克、波皮扬、勒普热、旺代米扬。
圣博济勒-德拉西尔沃的时区为UTC+01:00、UTC+02:00（夏令时）。

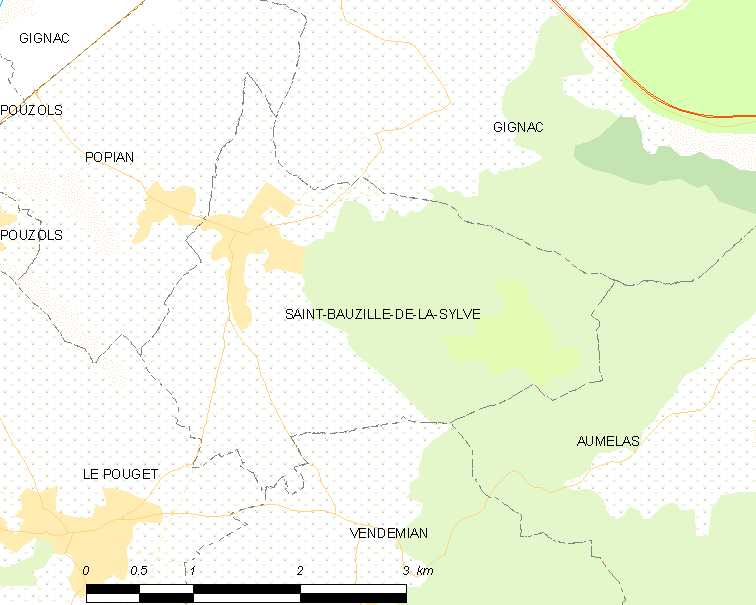
圣博济勒-德拉西尔沃的OSM定位图

## 行政
圣博济勒-德拉西尔沃的邮政编码为34230，INSEE市镇编码为34241。

## 政治
圣博济勒-德拉西尔沃所属的省级选区为日尼亚克县。

## 人口

1962-2008年间圣博济勒-德拉西尔沃人口变化图示

圣博济勒-德拉西尔沃于2022年1月1日时的人口数量为938人。